# Lim Yoon Taek
Pour les articles homonymes, voir Lim.
Dans ce nom, le nom de famille, Lim, précède le nom personnel coréen.
Lim Yoon-taek (임윤택) est un chanteur et leader sud-coréen du groupe Ulala Session né le 15 novembre 1980 et mort le 11 février 2013, des suites d'un cancer de l'estomac à l’hôpital Severance à Séoul. Il s'est marié pendant l'été 2012 et a une petite fille qui est née le 7 octobre 2012.

## Biographie
Proche de plus de 10 ans avec les membres de son groupe Ulala Session et bien sûr vainqueur avec son groupe de l'édition 2011 de l'émission Superstar K3. Après s’être marié durant l’été, il attendait désormais l’arrivée de son premier enfant. Le 7 octobre 2012, à propos de la naissance de sa fille, il aurait déclaré à la presse : « Je n’ai jamais pensé qu’un tel miracle pourrait arriver dans ma vie » .

### Décès
Le 11 février 2013, il meurt des suites de son cancer qui avait atteint le stade 4 alors qu’il était avec sa famille et les autres membres de Ulala Session à l’hôpital Severance à Séoul. Il n’a pas laissé de testament et est veillé par sa femme, Lee Hye-rim, et sa fille Im Ri-dan. Le chanteur coréen PSY, un de ses amis proches aurait payé tous les frais de ses funérailles,.